# محمدمؤمن‌خان شاملو
محمدمؤمن‌خان شاملو، یک ترکمن اشراف‌زاده از طایفه شاملو بود، که به عنوان وزیر حاکم صفوی (شاه) سلطان حسین (سلطنت از ۱۶۹۴ تا ۱۷۲۲) از سال ۱۶۹۹ تا ۱۷۰۷ خدمت کرد. او یک پسر به نام محمدقلی‌خان شاملو داشت.